# District de Loudun
Le district de Loudun est une ancienne division territoriale française du département de la Vienne de 1790 à 1795.
Il était composé des cantons de Loudun, Ceaux, Coussay, Cursay, Moncontour, Monts, Saint Leger et Sauves.